# Сааведра, Фернандо
Фернандо Сааведра (исп. Fernando Saavedra; 10 октября 1847, Севилья — 1 мая 1922, Дублин) — испанский шахматист и католический священник.
В 1871 году римско-католической церковью был послан проповедовать в Великобританию, где сначала проживал в Дублине, а потом в Глазго (1892—1898).
Всемирную известность ему принёс один ход, сделанный в Шотландии — превращение пешки в ладью. См. историю в статье Этюд Сааведры.

## Этюды
|   | a                                                                     | b                                                                     | c                                                                     | d                                                                     | e                                                                     | f                                                                     | g                                                                     | h                                                                     |   |
| - | --------------------------------------------------------------------- | --------------------------------------------------------------------- | --------------------------------------------------------------------- | --------------------------------------------------------------------- | --------------------------------------------------------------------- | --------------------------------------------------------------------- | --------------------------------------------------------------------- | --------------------------------------------------------------------- | - |
| 8 | b6 белый король · c6 белая пешка · d5 чёрная ладья · a1 чёрный король | b6 белый король · c6 белая пешка · d5 чёрная ладья · a1 чёрный король | b6 белый король · c6 белая пешка · d5 чёрная ладья · a1 чёрный король | b6 белый король · c6 белая пешка · d5 чёрная ладья · a1 чёрный король | b6 белый король · c6 белая пешка · d5 чёрная ладья · a1 чёрный король | b6 белый король · c6 белая пешка · d5 чёрная ладья · a1 чёрный король | b6 белый король · c6 белая пешка · d5 чёрная ладья · a1 чёрный король | b6 белый король · c6 белая пешка · d5 чёрная ладья · a1 чёрный король | 8 |
| 7 | b6 белый король · c6 белая пешка · d5 чёрная ладья · a1 чёрный король | b6 белый король · c6 белая пешка · d5 чёрная ладья · a1 чёрный король | b6 белый король · c6 белая пешка · d5 чёрная ладья · a1 чёрный король | b6 белый король · c6 белая пешка · d5 чёрная ладья · a1 чёрный король | b6 белый король · c6 белая пешка · d5 чёрная ладья · a1 чёрный король | b6 белый король · c6 белая пешка · d5 чёрная ладья · a1 чёрный король | b6 белый король · c6 белая пешка · d5 чёрная ладья · a1 чёрный король | b6 белый король · c6 белая пешка · d5 чёрная ладья · a1 чёрный король | 7 |
| 6 | b6 белый король · c6 белая пешка · d5 чёрная ладья · a1 чёрный король | b6 белый король · c6 белая пешка · d5 чёрная ладья · a1 чёрный король | b6 белый король · c6 белая пешка · d5 чёрная ладья · a1 чёрный король | b6 белый король · c6 белая пешка · d5 чёрная ладья · a1 чёрный король | b6 белый король · c6 белая пешка · d5 чёрная ладья · a1 чёрный король | b6 белый король · c6 белая пешка · d5 чёрная ладья · a1 чёрный король | b6 белый король · c6 белая пешка · d5 чёрная ладья · a1 чёрный король | b6 белый король · c6 белая пешка · d5 чёрная ладья · a1 чёрный король | 6 |
| 5 | b6 белый король · c6 белая пешка · d5 чёрная ладья · a1 чёрный король | b6 белый король · c6 белая пешка · d5 чёрная ладья · a1 чёрный король | b6 белый король · c6 белая пешка · d5 чёрная ладья · a1 чёрный король | b6 белый король · c6 белая пешка · d5 чёрная ладья · a1 чёрный король | b6 белый король · c6 белая пешка · d5 чёрная ладья · a1 чёрный король | b6 белый король · c6 белая пешка · d5 чёрная ладья · a1 чёрный король | b6 белый король · c6 белая пешка · d5 чёрная ладья · a1 чёрный король | b6 белый король · c6 белая пешка · d5 чёрная ладья · a1 чёрный король | 5 |
| 4 | b6 белый король · c6 белая пешка · d5 чёрная ладья · a1 чёрный король | b6 белый король · c6 белая пешка · d5 чёрная ладья · a1 чёрный король | b6 белый король · c6 белая пешка · d5 чёрная ладья · a1 чёрный король | b6 белый король · c6 белая пешка · d5 чёрная ладья · a1 чёрный король | b6 белый король · c6 белая пешка · d5 чёрная ладья · a1 чёрный король | b6 белый король · c6 белая пешка · d5 чёрная ладья · a1 чёрный король | b6 белый король · c6 белая пешка · d5 чёрная ладья · a1 чёрный король | b6 белый король · c6 белая пешка · d5 чёрная ладья · a1 чёрный король | 4 |
| 3 | b6 белый король · c6 белая пешка · d5 чёрная ладья · a1 чёрный король | b6 белый король · c6 белая пешка · d5 чёрная ладья · a1 чёрный король | b6 белый король · c6 белая пешка · d5 чёрная ладья · a1 чёрный король | b6 белый король · c6 белая пешка · d5 чёрная ладья · a1 чёрный король | b6 белый король · c6 белая пешка · d5 чёрная ладья · a1 чёрный король | b6 белый король · c6 белая пешка · d5 чёрная ладья · a1 чёрный король | b6 белый король · c6 белая пешка · d5 чёрная ладья · a1 чёрный король | b6 белый король · c6 белая пешка · d5 чёрная ладья · a1 чёрный король | 3 |
| 2 | b6 белый король · c6 белая пешка · d5 чёрная ладья · a1 чёрный король | b6 белый король · c6 белая пешка · d5 чёрная ладья · a1 чёрный король | b6 белый король · c6 белая пешка · d5 чёрная ладья · a1 чёрный король | b6 белый король · c6 белая пешка · d5 чёрная ладья · a1 чёрный король | b6 белый король · c6 белая пешка · d5 чёрная ладья · a1 чёрный король | b6 белый король · c6 белая пешка · d5 чёрная ладья · a1 чёрный король | b6 белый король · c6 белая пешка · d5 чёрная ладья · a1 чёрный король | b6 белый король · c6 белая пешка · d5 чёрная ладья · a1 чёрный король | 2 |
| 1 | b6 белый король · c6 белая пешка · d5 чёрная ладья · a1 чёрный король | b6 белый король · c6 белая пешка · d5 чёрная ладья · a1 чёрный король | b6 белый король · c6 белая пешка · d5 чёрная ладья · a1 чёрный король | b6 белый король · c6 белая пешка · d5 чёрная ладья · a1 чёрный король | b6 белый король · c6 белая пешка · d5 чёрная ладья · a1 чёрный король | b6 белый король · c6 белая пешка · d5 чёрная ладья · a1 чёрный король | b6 белый король · c6 белая пешка · d5 чёрная ладья · a1 чёрный король | b6 белый король · c6 белая пешка · d5 чёрная ладья · a1 чёрный король | 1 |
|   | a                                                                     | b                                                                     | c                                                                     | d                                                                     | e                                                                     | f                                                                     | g                                                                     | h                                                                     |   |

1.c7 Лd6+ 2.Крb5 Лd5+ 3.Крb4 Лd4+ 4.Крb3 Лd3+ 5.Крc2 Лd4 6.c8Л Лa4 7.Крb3